# Tadeusz Makowski
Tadeusz Makowski (29. ledna 1882 Osvětim – 1. listopadu 1932 Paříž) byl polský malíř.

## Život
V letech 1902–1906 studoval klasickou a polskou filologii na Jagellonské univerzitě v Krakově, 1903–1908 malbu na Akademii výtvarných umění v Krakově u Józefa Mehoffera a Jana Stanisławského.
Na přelomu let 1908 a 1909 přišel do Paříže, kde zůstal až do konce života. V Paříži maloval nejdříve pod vlivem fresek Pierra de Puvis Chavannesa, později se přiklonil ke kubismu. Na pozvání Władysława Ślewińskieho žil v době první světové války v Bretani, kterou i později často navštěvoval.
V té době zavrhl kubismus a vrátil se ke studiu přírody. Maloval krajiny a lidské postavy v duchu naivního realismu. V jeho dílech byly patrné vlivy starých holandských mistrů a malby laických umělců. Maloval děti stylizované jako dřevěné panenky, scény z vesnického života, karnevalové scény a maškarády. Zabýval se i dřevorytem. V letech 1912–1931 si vedl deník. Mezi nejvýznamnější obrazy patří jeho poslední díla: „Švec“ a „Lakomec“.
Pohřben byl na hřbitově Les Champeaux v Montmorency.

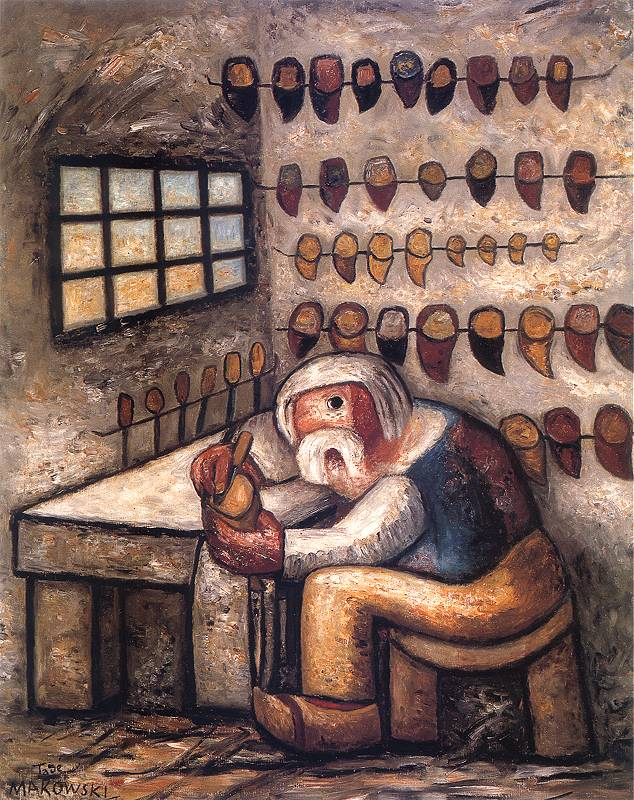
Švec 1930

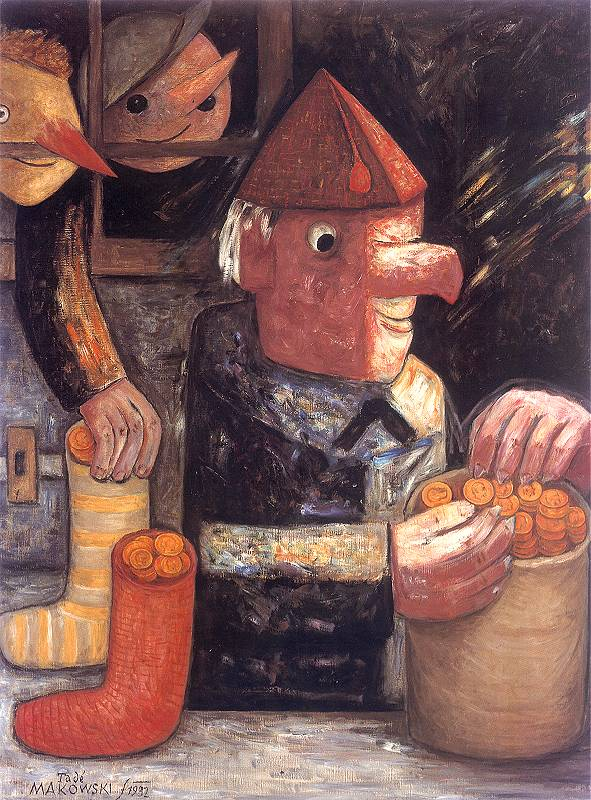
Lakomec 1932